# داستان ما، قصه تو
داستان ما، قصه تو فیلمی تلویزیونی به کارگردانی رضا بهشتی، نویسندگی حامد افضلی و رؤیا خسرو نجدی و تهیه‌کنندگی امیرعباس کنی محصول سال ۱۳۹۱ است.

## داستان فیلم
مشکلات و درگیری‌های روزمره زندگی، بین نیما و سارا فاصله ایجاد می‌کند. آن دو امیدی به رابطه خود ندارند و قصد دارند از یکدیگر جدا شوند اما یک تصادف باعث می‌شود پای کودکی بنام مهران به زندگی آنها باز شود. حضور این کودک باعث امیدواری و مشکلاتی در زندگی آنها میشود...

## بازیگران
- هومن سیدی در نقش نیما
- حدیث میرامینی در نقش سارا
- طوفان مهردادیان در نقش مددکار
- لیلا شوقی
- آرتین پشنگ  در نقش مهران
- نوید محمدزاده در نقش دایی مهران